# Paul Kuh-Chrobak
Paul Robert Kuh-Chrobak (von 1917 bis 1919 Freiherr von Kuh-Chrobak; geboren 11. März 1863 in Wien, Kaisertum Österreich; gestorben 7. Jänner 1931 in Meran, Italien) war ein hoher  österreichisch-ungarischer Beamter. Er fungierte 1918 als Leiter des k.u.k. gemeinsamen Finanzministeriums sowie nach dem Ende der k.u.k. Monarchie von 1918 bis 1920 als Leiter des Liquidierenden gemeinsamen Finanzministeriums.

## Leben
Der Sohn des Schriftstellers Emil Kuh studierte Rechtswissenschaft in Berlin und Wien und trat 1890 in den Staatsdienst. Im gemeinsamen Finanzministerium war er in der Abteilung für Bosnien-Herzegowina tätig, wo er sich zum Experten für dieses direkt vom Finanzministerium verwaltete Gebiet entwickelte. 1910 wurde er zum Hofrat, 1913 zum Präsidialvorstand für die Verwaltung von Bosnien-Herzegowina und 1914 zum Sektionschef ernannt.

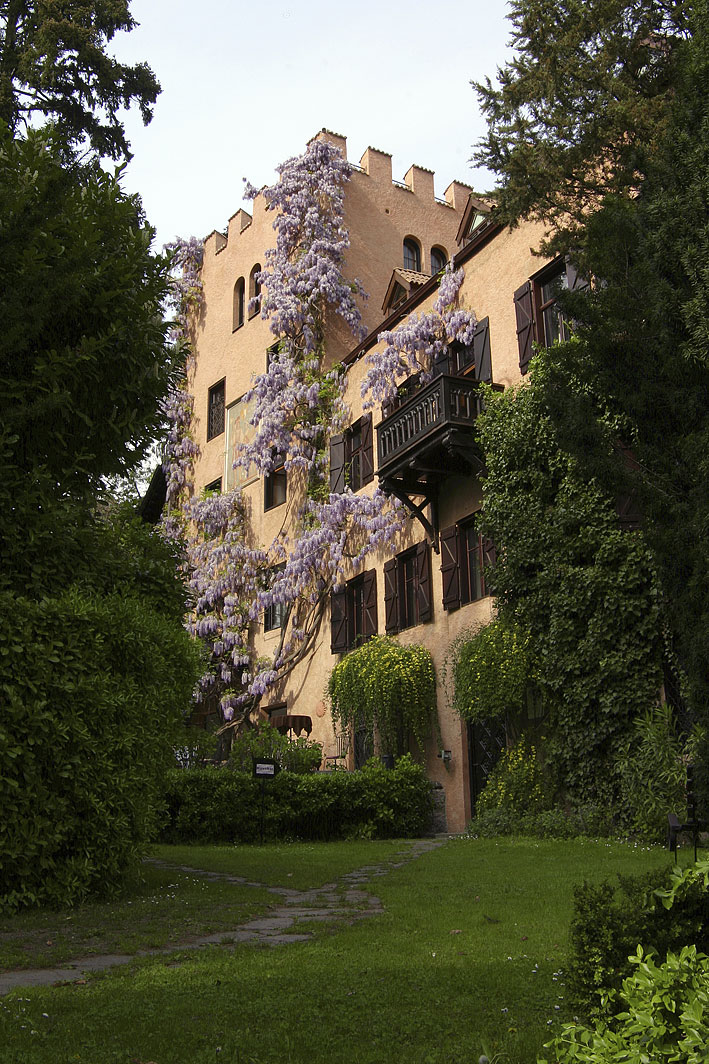
Schloss Pienzenau, Meran

Durch den per 31. Oktober 1918 wirksam gewordenen Austritt Ungarns aus der Realunion mit Österreich wurde das Gemeinsame Finanzministerium obsolet. Am 4. November 1918 nahm Kaiser Karl I. daher den Rücktritt des letzten Gemeinsamen Finanzministers, Alexander Spitzmüller, an. Der Kaiser betraute am gleichen Tag Kuh-Chrobak mit der zeitweiligen Leitung des Ministeriums. Am 11. November 1918 verzichtete der Kaiser auf jeden Anteil an den Staatsgeschäften. Vom 12. November 1918 an hatte Kuh-Chrobak die bis 1920 dauernde Liquidierung des Ministeriums unter der Aufsicht des deutschösterreichischen Staatsamtes der Finanzen zu leiten.
Er war seit 1896 mit Lili Chrobak verheiratet und hatte mit ihr einen Sohn. Nach dem Krieg lebte er auf seinem Schloss Pienzenau bei Meran, wo er unter anderen Richard Strauss zu Gast hatte.

## Schriften
- Briefwechsel zwischen Theodor Storm und Emil Kuh. In: Westermanns Monatshefte 67 (1889/90), S. S. 99–107, 264–274, 363–378, 541–554.